# Alpico Kotsu
Alpico Kotsu Co.,Ltd. (アルピコ交通株式会社, Arupiko Kōtsū Kabushiki-gaisha) est une compagnie de transport de passagers qui exploite une ligne de chemin de fer dans la préfecture de Nagano au Japon. Elle exploite également plusieurs réseaux d'autobus. Elle fait partie du groupe Alpico et son siège social se trouve dans la ville de Matsumoto.

## Histoire
Le chemin de fer Chikuma (筑摩鉄道) a été fondé le 29 mai 1920. Il devient la compagnie Matsumoto Electric Railway (松本電気鉄道) en 1932. En 2011, la compagnie est renommée Alpico Kotsu après l'absorption de plusieurs compagnies de bus.

## Ligne
La compagnie possède une ligne.
| Ligne           | Nom japonais | Terminus                   | Longueur (km) | Gares |
| --------------- | ------------ | -------------------------- | ------------- | ----- |
| Ligne Kamikōchi | 上高地線     | Matsumoto - Shinshimashima | 14,4          | 14    |

## Matériel roulant
La compagnie utilise des rames série 3000 appartenant auparavant à la compagnie Keio ainsi que des rames série 20100 appartenant auparavant à la compagnie Tōbu (série 20000).

Matériel roulant
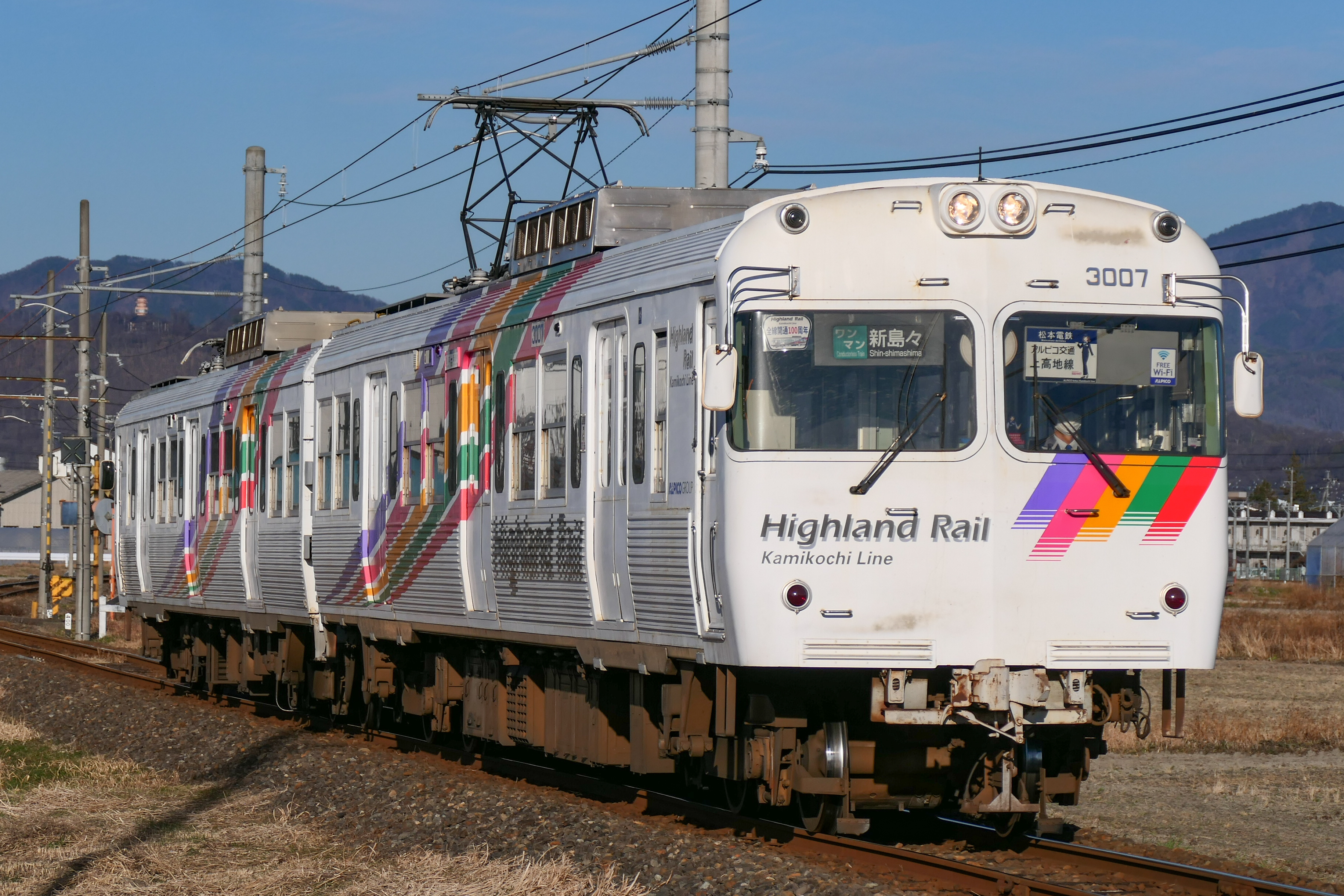
Série 3000
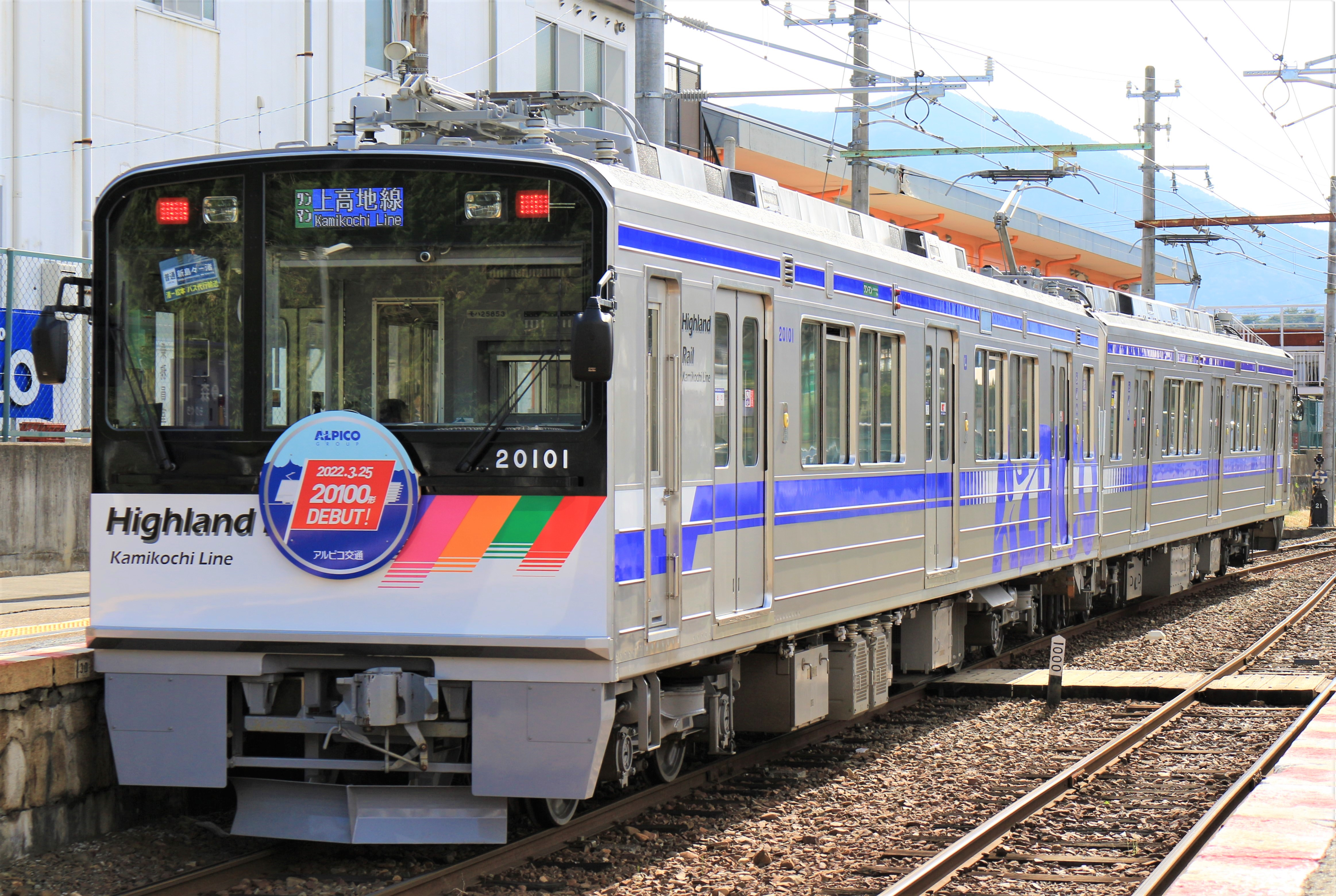
Série 20100